# Centrál kávéház
A Centrál kávéház történelmi nevezetességű vendéglátóhely Budapest V. kerületében, a Károlyi utca 9. szám alatt.

## Története
1887-ben nyílt meg Erényi Ullmann Lajos házában. Az építészeti terveket Quittner Zsigmond készítette el. Maga a kávéház a ház földszintjén volt és nyolc teremből, két játékszobából, egy kávékonyhából és egy ruhatárból állt. A mennyezet és a falak díszítését Scholz Róbert készítette.
Alapítója Seemann kávés volt, aki veje, Frankl, részére rendezte be a kávéházat. A következő tulajdonos Grüneck Gusztáv 1900-ban vette át a kávéházat, őt pedig veje Mészáros Győző követte 1905-ben. Ez volt a kávéház virágzó korszaka, a pesti szellemi élet egyik centrumaként tartották számon.
A második világháború után eszpresszóvá alakították, majd 1949-ben bezárták. Ezután a Paprikaközpont Nemzeti Vállalat került a helyére, majd 1953-tól a Metro Építő Vállalat kultúrotthona és üzemi étkezdéje működött benne. 1965-től a kávéházat az ELTE Eötvös-klub néven diákklubként üzemeltette. A berendezések maradványai közül a lambériát és a lépcsőrendszert, a mellvédeket, oszlopokat, kandelábereket, falikarokat védetté nyilvánították. Márványtábla őrizte a nagy hírű vendégek emlékét. A hetvenes-nyolcvanas évek kedvelt egyetemi találkozó- és szórakozóhelye volt. Sajnos, a márványtáblák eltűntek, s már a védett berendezésekről sem lehet tudni. 1993-ban az épületben nyílt meg a Wizard’s játékterem.
Átépítés utáni újbóli megnyitására 2000-ben került sor.
A Covid járvány hatására 2020 márciusában a kávéház bezárt, majd az ingatlan tulajdonosai az Eventrend Grouppal kötöttek hosszútávú bérleti szerződést.  A bérleti szerződést az Eventrend Group és az Özyer Csoport a Matild Palotában, ünnepélyes keretek között írták alá 2021 novemberében.

## 2021 a megújulás és a visszatérés éve
A Centrál kávéház 2021 márciusi visszatérésén dolgozó csapat Hergenrőder Ildikó belsőépítészből, Meskó Zsolt színház rendezőből, Tihanyi Péter és Reményik Áron kommunikációs szakemberekből, Juhász Dániel Séfből, Mancza Norbert, Nagy Gábor, Kőrössy Zoltán Eventrend Group vezetőkből állt.

## Elhelyezkedése
A Centrál kávéház a századvég és a századelő jelentős szellemi központjának számított. A kávéház az Egyetemi Könyvtárral szemben állt, közel a Fővárosi Könyvtárhoz, az egyetemhez, a Franklin Társulathoz és az Atheneum Nyomdához. Ilyen környezetben természetesen hamar vált szellemi központtá, s lett a New-York kávéház mellett a magyar irodalmi élet másik legjelentősebb helyszíne.

## Híres vendégek
A Centrálban az első jelentős esemény az volt, amikor Kiss József a Váci utcai Koronából átköltöztette Kerek Asztalát és a frissen alapított A Hét szerkesztőségét. A cikkek nagy részét itt írták és a frissen elkészült írásokat átküldték az Atheneum nyomdába. A Hét fiatalabb íróinak csoportja alapította meg Nyugatot, amely az új eszméket, új hangot képviselte. A Hétre a főváros összes kávéháza előfizetett.

## Kiss József Kerek Asztalának tagjai
- Mikszáth Kálmán
- Ambrus Zoltán
- Justh Zsigmond
- Szana Tamás
- Lyka Károly
- Bródy Sándor
- Szomory Dezső
- Rákosi Jenő
- Rákosi Viktor
- Herczeg Ferenc
- Kóbor Tamás
- Tóth Béla
- Lőrinczy György
- Szöllősi Zsigmond
- Kozma Andor
- Tolnai Lajos
- Peteli István
- Jékey Aladár
- Szemere Attila
- Keszler József
- Makai Emil
- Malonyai Dezső
- Bársony István
- Gárdonyi Géza
- Papp Dániel
- Kemenchey Jenő
- Csergő Hugó
- Cholnoky Viktor
- Szomaházy István
- Ignotus
- Heltai Jenő
- Wallesz Jenő
- Voinovich Géza
- Lovik Károly
- Krúdy Gyula
- Osvát Ernő
- Fenyő Miksa
- Molnár Ferenc
- Szini Gyula
- Bányai Elemér
- Emőd Tamás
- Erdős Renée
- Falu Tamás
- Gyóni Géza

A Centrál szellemi központtá vált, s a Nyugat íróinak törzshelyévé is egyben. A lapnak kétszer is volt itt törzsasztala. Az első 1908-tól, az indulástól, 8 éven keresztül mindennaposak voltak az összejövetelek. A Nyugat írói minden kedden összegyűltek a „Nyugat-zsúr”-ra, szerdánként pedig az írónők tartották itt összejöveteleiket. Ezeken az eseményeken rendszeresen vettek részt:
- Ady Endre
- Kosztolányi Dezső
- Karinthy Frigyes
- Molnár Ferenc
- Heltai Jenő
- Osvát Ernő
- Schöpflin Aladár
- Gellért Oszkár
- Babits Mihály

A második törzsasztalnál 1920-körül állandó vendég volt Tóth Árpád, Móricz Zsigmond, Szép Ernő, Surányi Miklós, Nagy Lajos, Kárpáti Aurél, Szabó Lőrinc, aki „folyton írt a kávéja mellett”, valamint egy ideig József Attila is. Szabó Dezsőnek is, habár mindig lenézte a nyugatosokat, külön asztala volt Táltos néven, az 1920-as években, egészen 1925-ig, amikor a budai Philadelphiába tette át székhelyét.
Megbecsült vendége a kávéháznak Karinthy Frigyes, aki miután Budáról Pestre költözött, a Hadikból, a Centrál-ba tette át székhelyét. 1934-1938 között itt töltötte sok délutánját. Itt észlelte végzetes betegségének első tüneteit, majd műtétje után itt írta az Utazás a koponyám körül első vázlatait. Karinthy asztalánál gyakran megtalálható volt a fiatal Ottlik Géza.
1930 és 1940 között a Centrál-ban tartották szerdánkénti összejöveteleiket a magyar írónők is, akik 1936-ban alapították meg a Kaffka Margit Társaságot.
Szívesen időztek itt képzőművészek, művészettörténészek, tudósok is, közöttük például:
Aba-Novák Vilmos, Domanovszky Sándor, Genthon István, Pátzay Pál, Szőnyi István, Gerevich Tibor, Szekfű Gyula, Trócsányi Zoltán, Gombocz Zoltán, valamint Hóman Bálint.

## Idézet

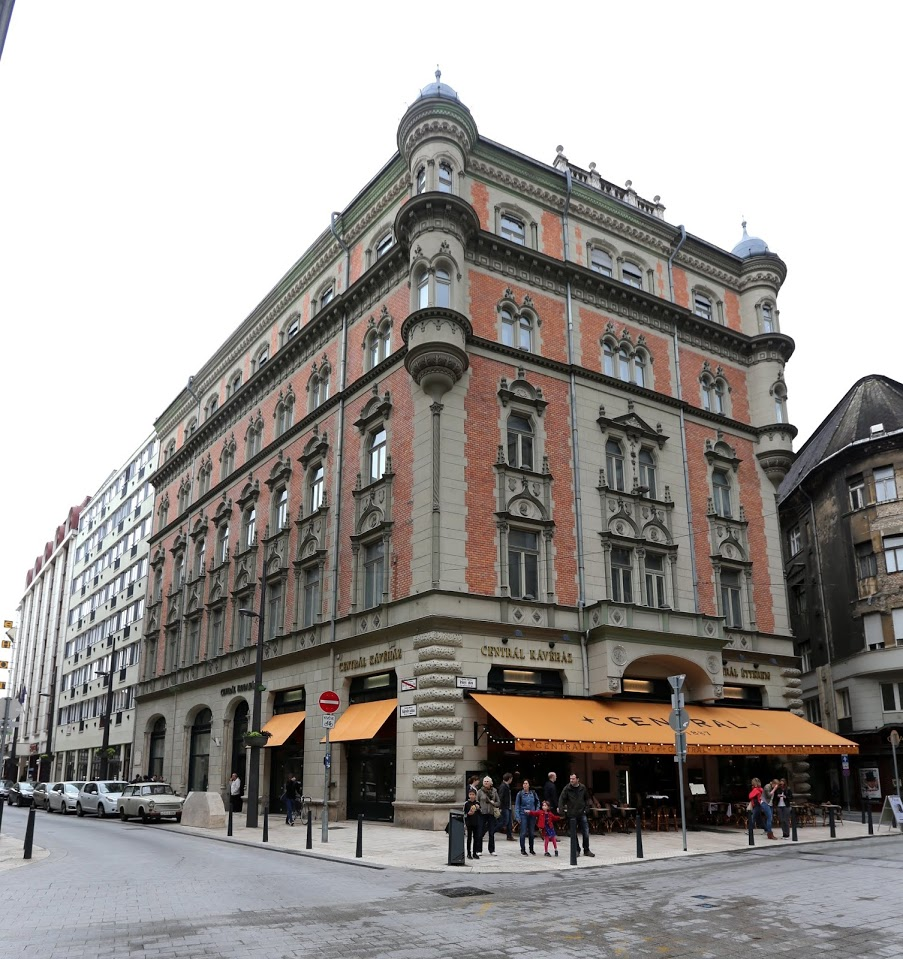
Centrál kávéház

Többek között a Centrált idézi Szabó Lőrinc lírai önéletrajz-remekében, a Tücsökzenében:
Centrál
A Centrál, modern akadémia,
pezsgett, forrt. A költők törzsasztala
rég befogadott. Zsiga bácsi, Tóth,
Schöpflin, Király György, Trostler s aki volt
tudós és író, öt és nyolc között
mind odagyűlt. Vers-börze működött,
és lexikongyár; Elzevirt hozott
Kner Gyomáról; Karinthy vitte új
feleségét; Heinrich, az öregúr,
csepülte a konzervativokat;
Táltos hümmögött, kis Káldor szaladt
Meredithet lekötni; pletyka, pénz
s száz terv lengett a szivarfüstben; és
hogy túlvoltunk Shakespeare Szonettjein
(s Horváth Henrik új kecskerímein/ó),
Mihály kocogott: „Főúr, fizetek!”-
S mentünk, nézni detektívfilmeket.